# Giovanni Picchi
Giovanni Picchi (forse Venezia, 1571 o 1572 – Venezia, 17 maggio 1643) è stato un compositore, organista, liutista e clavicembalista italiano del primo Seicento.
Musicista di scuola veneta, contribuì allo sviluppo e la differenziazione delle forme strumentali del periodo, come la sonata e la canzona d'insieme. È stato inoltre l'unico veneziano del suo tempo a pubblicare musica di danza per clavicembalo.

## Biografia
Poco si sa sulla vita giovanile di Picchi, ma la sua data di nascita (1571 o 1572) si desume dall'atto di morte (17 maggio 1643), nel quale è precisata l'età al momento del decesso (71 anni). La prima documentazione pervenutaci che lo riguardi è un ritratto. Appare citato come liutista, inoltre, nel manuale sulla danza di Fabrizio Caroso Nobiltà di dame. 
Dal 1593 fu al servizio della Chiesa dei Frari. Con una delibera del capitolo dei frati di questa comunità l'8 settembre 1629 venne confermato organista a vita ("pro semper") dopo aver servito la chiesa per lo spazio di trentasei anni; da ciò si desume che era stato assunto nel 1593.  Dal 1623 fino alla morte fu anche organista della chiesa della Scuola Grande di San Rocco. Nel 1624 fece richiesta di diventare secondo organista della Basilica di San Marco, ma gli fu preferito Giovanni Pietro Berti.

## Composizioni
Di Picchi è giunta fino a noi la maggior parte della sua musica strumentale. Le sue opere pubblicate comprendono una raccolta di danze per strumenti a tastiera, presenti nella Intavolatura di balli d'arpicordo (Venezia, 1618, 2ª ed. 1620), e 19 canzoni d'insieme in Canzoni da sonar con ogni sorte d'istromenti à 2-4, 6 et 8 voix avec basse continue (Venezia, 1625).
Un unico mottetto è sopravvissuto ed è presente nella raccolta di Leonardo Simonetti Ghirlanda sacra (Venezia, 1625), una toccata per clavicembalo è inclusa nel Fitzwilliam Virginal Book e tre passamezzi sono presenti in un manoscritto conservato alla Biblioteca nazionale di Torino.
Le sue danze per clavicembalo si dividono in tre tipi: danze a terzine, danze a terzine accoppiate con saltarelli e pezzi con ostinato. La maggior parte dei lavori con ostinato usa il modello della romanesca, che consiste in linee discendenti per quarte, crescendo a intervalli, discendendo ancora per quarte o quinte, ricrescendo a intervalli e così via (il Canone di Pachelbel, scritto diversi decenni più tardi, è probabilmente il più noto esempio di variazioni sull'ostinato della romanesca).
Per quanto concerne le sue canzoni d'insieme, Picchi impiegò parecchie forme strumentali che ebbero importanza in seguito per lo sviluppo di altri generi musicali come il concerto. In particolare egli era solito usare il concertino, il ritornello e la cadenza nella sua musica d'insieme, seguendo e sviluppando ulteriormente una pratica iniziata da Giovanni Gabrieli e da altri compositori della sua generazione.

## Opere
- Intavolatura di Balli d'Arpicordo, Venezia, Alessandro Vincenti, 1618-1619 (opera perduta).
- Intavolatura di balli d'arpicordo, Venezia, Alessandro Vincenti, 1620; trascrizione in: Oscar Chilesotti, Balli d'arpicordo di Giovanni Picchi, Bologna, Forni, 1968 [ristampa fotomeccanica della edizione: Milano, Ricordi, s.d. ma 1884]
- Una Toccata, nel Fitzwilliam Virginal Book; ed. mod. in: Blanche Winogron (a cura di), The Fitzwilliam Virginal Book. Revised Dover Edition, vol. I, New York, Dover, 1979, p. 373.
- Canzoni da sonar con ogni sorte d'istromenti à 2-4, 6 et 8 voix avec basse continue, Venezia, Vincenti, 1625.
- Salve Christe, mottetto a voce sola e basso continuo pubblicato nella raccolta curata da Leonardo Simonetti, Ghirlanda sacra scielta da diversi eccellentissimi compositori de varii motetti à voce sola, Gardano, Venezia 1625 (1ª edizione); Magni, Venezia 1636 (2ª edizione)
- Tre Pass'e mezzi, nel manoscritto conservato alla Biblioteca nazionale di Torino.